# Solenne Païdassi
Solenne Païdassi (née le 10 mai 1985 à Nice) est une violoniste française. Elle est professeur au conservatoire Robert Schumann de Düsseldorf. Elle a gagné le grand prix lors du concours international Marguerite-Long-Jacques-Thibaud en 2010.

## Biographie
Née à Nice le 10 mai 1985 de parents médecins, Solenne Païdassi a choisi toute seule à trois ans et demi le violon en le désignant sur une télévision retransmettant un concert classique. Elle insiste alors pour obtenir un petit violon et des cours. Initiée à l'instrument dès 4 ans par Solange de Rocca Sera dans un groupe de méthode Vivaldi (dérivé de la méthode Suzuki), elle entre à 6 ans dans la classe de Daniel Lagarde  au Conservatoire d'Antibes, puis au Conservatoire national de région de Nice où elle obtient en Juin 1996, à tout juste 11 ans son Prix Supérieur de violon.
De 1996 à 2000, elle a étudié au Conservatoire de Genève avec Jean Pierre Wallez et a obtenu un Prix de Virtuosité en 2000, puis à la Royal Academy of Music à Londres avec le professeur Michel Hasson et au Curtis Institute of Music de Philadelphie avec les professeurs Joseph Silverstein et Viktor Danchenko, où elle a obtenu un Bachelor of music en 2006. Elle a ensuite poursuivi sa formation musicale à la Hochschule für MusiK, Theater und Medien de Hanovre avec Krzysztov Wegrzyn et a obtenu un diplôme de Künstlerische Ausbildung en 2008 suivi d'une formation en Soloclass jusqu'en 2014.
De 2018 à 2020, elle a été premier violon de l'Orchestre national de Belgique à Bruxelles. Elle est aujourd'hui professeur de musique de chambre et de violon à la Robert Schumann Hochschule de Düsseldorf,

## Critiques
« Solenne Païdassi a gagné le Concours international Baltique II de violon, grâce à son style d'interprétation très intime et sa joie spontanée de faire de la musique. Elle a également démontré une grande richesse de son et une grande diversité de nuances, du piano subtil au grand forte romantique. »

— The Strad Magazine, février 2008

« Au cœur du concert, le coup de foudre : la violoniste, Solenne Païdassi faisant chanter le fameux Concerto de Mendelssohn comme jamais on ne l'a entendu. Belle à voir et à entendre. Un archet féérique dans l'expression romantique. Une miraculeuse spontanéité alliée à une perfection technique. »

— Nice Matin - 21 mars 2012 (à propos du concert donné le 18 mars 2012, avec l'Orchestre de Cannes, dirigé par Philippe Bender)

« Le triomphe de la lumière La souplesse et la générosité de la soliste s'y expriment sans maniérisme dès l'entame. On s'y délecte d'une corde de mi affûtée et chaleureuse à la fois. Le violon plane ensuite au-dessus d'une élégante barcarolle et offre un éloquent discours dans le maestoso moderato, avec un souci de clarté jusque dans les arpèges fusants. »

— DNA - Christian Wolff (à propos du concert du 19 juin 2012 - Salle Erasme - Festival de Strasbourg avec l’Orchestre Sinfonia Varsovia, dirigé par Theodor Guschlbauer)

## Renommée internationale
La violoniste française Solenne Païdassi a remporté le Concours international Marguerite-Long-Jacques-Thibaud 2010. Elle est Révélation classique de l'Adami 2012. Elle a été récompensée par de nombreux prix, en France et à l'étranger, entre autres au Concours international de Hanovre 2009, au concours Sion-Valais, et le concours Gyeongnam en Corée. Elle a reçu la bourse « Yehudi Menuhin: Live Music Now ». Elle a été diffusée par les stations de radio France Musique, Deutschlandradio Kultur et NDR Kultur. En 2012 elle a joué un concert retransmis à la radio SüdWestRundfunk, avec le Radio-Sinfonieorchester de Stuttgart, et elle a participé à l’émission de Gaelle Le Gallic “Génération Jeunes Interprètes” sur France Musique. Elle a joué un violon de  Lorenzo Ventapane de 1795, prêté par la fondation Deutschen Stiftung Musikleben à Hambourg. Depuis 2015, elle joue sur un violon de Gian Battista Guadagnini datant de 1784, qui lui a été prêté par la Fondation Zilber-Vatelot-Rampal à Paris.
Solenne Païdassi a déjà donné concerts et récitals partout dans le monde. Sa carrière l'a déjà amenée à jouer dans les salles les plus prestigieuses. Elle a joué au Tonhalle de Zurich, au Carnegie Hall de New York, au Concertgebouw d'Amsterdam, et a participé à de nombreux festivals, tels que le Festival international de musique de Colmar, le Festival de Radio-France de Montpellier, la Folle Journée au Japon, le Festival international de musique de Tongyeong, le Festival international de Sion, en Valais.
Elle a collaboré comme soliste avec des orchestres tels que l’Orchestre Philharmonique de Radio-France, l'Orchestre Sinfonia Varsovia, l'Orchestre Philharmonique de Montpellier,... sous la direction de chefs renommés, entre autres Lawrence Foster, Shlomo Mintz, Vladimir Spivakov, Darell Ang.
Elle est membre actif de l'ensemble Il Gioco col Suono.

### Vidéos
- Direction Theodor Guschlbauer, Orchestre Sinfonia Varsovia, Concerto pour violon N°3 de SAINT-SAENS
- Révélations classiques de l'Adami 2012, Festival Pablo Casals de Prades.

### Presse en ligne
- Entretien par Christian Wasselin le 18 novembre 2010
- Resmusica, article du 15 novembre 2010